# Заинск
Заи́нск (тат. Зәй) — город в Республике Татарстан России. Административный центр Заинского района и городского поселения город Заинск.

## Этимология
Старое название поселения Новый Зай, произошло от названия реки — Зай. В свою очередь гидроним восходит к древнетюркскому Сай (Зай) со значением — «река». В 1978 году селение было преобразовано в город Заинск.

## География
Расположен на реке Степной Зай (приток Камы), в 246 км от Казани.

#### Климат
Преобладает умеренно континентальный климат. Зимы холодные и продолжительные. Лето тёплое и короткое.
Среднегодовое количество осадков: 560 мм.

## История
Крепость Заинский острог была заложена по распоряжению царя Алексея Михайловича у Закамской засечной черты — военной линии от Волги до устья реки Ик, в 1652 году. Её строительство было завершено 4 года спустя.
В 1656 году на Закамскую черту прибыло 478 шляхтичей. В Заинске стоял отряд Желтого знамени (81 человек).
В январе 1774 года крепость была взята пугачёвцами.
В 1920 году в его окрестностях прошло известное Вилочное восстание.
В 1956 году в связи со строительством Заинской ГРЭС возник рабочий посёлок Новый Зай, который в 1962 году получил статус посёлка городского типа. 5 апреля 1978 года он был объединён со старым поселением Зай и получил нынешнее название.
29 августа 2023 года было принято решение о присоединении посёлка Кармалка к городу Заинск.

## Население
| 1939    | 1959    | 1970    | 1979    | 1989    | 1992    | 1996    | 1998    | 2000    |
| ------- | ------- | ------- | ------- | ------- | ------- | ------- | ------- | ------- |
| 3200    | ↗8816   | ↘5084   | ↗30 251 | ↗36 621 | ↗38 500 | ↗42 100 | ↗42 500 | ↗42 800 |
| 2001    | 2002    | 2003    | 2004    | 2005    | 2006    | 2007    | 2008    | 2010    |
| ↗42 900 | ↘41 088 | ↗41 100 | ↗41 800 | ↗42 201 | ↘42 085 | ↗42 325 | ↘42 100 | ↘41 803 |
| 2011    | 2012    | 2013    | 2014    | 2015    | 2016    | 2017    | 2018    | 2019    |
| ↘41 793 | ↘41 590 | ↘41 303 | ↘41 242 | ↘41 046 | ↘40 878 | ↘40 635 | ↘40 366 | ↘39 938 |
| 2020    | 2021    |         |         |         |         |         |         |         |
| ↘39 631 | ↗39 739 |         |         |         |         |         |         |         |

На 1 января 2025 года по численности населения город находился на 393-м месте из 1124 городов Российской Федерации.

## Экономика
Энергетика
Предприятия компаний холдинга ПАО «Татэнерго»:
- Заинская ГРЭС — филиал АО «Татэнерго»[31],
- Заинский район электрических сетей (Заинский РЭС) — подразделение филиала «Нижнекамские электрические сети» АО «Сетевая компания»,
- Заинский участок Камского филиала АО «Татэнергосбыт».

Промышленность
Объём отгружённых товаров собственного производства, выполнено работ и услуг собственными силами по обрабатывающим производствам за 2023 год 48,977 млрд рублей.
- ООО «ЭЛЕКТРООПТИМА» — производство электротехнического оборудования, созданного на производственных мощностях ООО «ТАТЭК».
- ООО «Аккурайд Уилз  Руссиа» — завод по производству колес для легковых и большегрузных автомобилей.
- ООО «Завод „Техно“».
- Завод железобетонных конструкций (закрыт).
- Заинский кирпичный завод.
- Заинский промышленно-строительный комбинат (закрыт).
- Заинский лесхоз.

Промышленный парк «Прогресс»
Промышленный парк «Прогресс» расположен на участке площадью в 4 га в Заинском районе в пределах земель Аксаринского сельского поселения на расстоянии 800м от автодороги Заинск-Камские Поляны-Нижнекамск. Действующая площадь парка состоит из 2-х земельных участков и составляет 10 га. Промпарк ориентирован на производство новой продукции, в том числе из переработанных отходов.
В составе промпарка «ПРОГРЕСС» в настоящее время находятся 3 резидента:
- ООО «Олимп», осуществляющее деятельность по рециклингу строительных отходов
- ООО «Экопромсервис» по переработке и утилизации отходов 3-4 класса.
- ООО «КамаТрак» планирует запустить производство восстановления изношенных шин в арендованном здании промпарка площадью 600 м2.

Пищевая промышленность
- АО «Заинский сахарный завод»;
- Заинский молочный завод — филиал ОАО «Вамин» (был закрыт в 2012 г);
- Заинский хлебозавод (закрыт);
- ООО «КФ "Заинский крекер"».
- ОООО «Заинский элеватор» —построенный Холдингом «Агросила» элеватор в Заинске открыт в ноябре 2018 года. В 2020 году элеватор вышел на полную производственную мощность.

Особая экономическая зона "Зелёная долина"
9 июня 2025 года получено разрешение на строительство особой экономической зоны в Заинском районе.
В состав будущей ОЭЗ войдут 6 резидентов:
- ООО "Биоволокно" (входит в "Татнефть") — производство льняного волокна.
- ООО "Инитбио" — производство биоудобрений и хелатов биогенных материалов.
- ООО "Полихим. Заинск" - производство сорбентов .
- ООО "Инлипор" - производство биологически активных добавок.
- ООО "Экотрансформа" - глубокая переработка лубяных культур.

## Достопримечательности
- Заинское водохранилище.
- Заинский краеведческий музей.
- Парк имени Р. Ш. Фардиева

## Транспорт
Одноимённая железнодорожная станция Куйбышевской железной дороги находится на линии Агрыз — Акбаш.